# Mumonja
Koordinati:   43°39′07″N, 15°53′15″E
Mumonja je majhen nenaseljen otoček v Jadranskem morju. Pripada Hrvaški.
Mumonja leži okoli 1,8 km jugovzhodno od otoka Zlarin, med otočkoma Dvainka in Oblik. Njegova površina meri 0,011 km². Dolžina obalnega pasu je 0,43 km.